# 若昂·吉尔贝托
若昂·吉尔贝托·普拉多·佩雷拉·迪奥利韦拉 OMC（葡萄牙語：Ordem do Mérito Cultural，1931年6月10日—2019年7月6日）是巴西歌手、古典吉他演奏家、作曲家。1950年代晚期，吉尔贝托为桑巴音乐创造出了新的吉他节拍“波萨诺瓦”，革命性地改变了巴西音乐。因而，吉尔贝托被誉为“波萨诺瓦之父”。
吉尔贝托自1959年发行首张录音室专辑《Chega de Saudade》始，仅凭嗓音和吉他就掀起了世界音乐的一场革命，他流畅的演唱方式也影响了许多巴西流行音乐歌手。1964年，吉尔贝托和安東尼奧·卡洛斯·裘賓、斯坦·盖茨创作的专辑《Getz/Gilberto》大受欢迎，其妻阿斯特鲁德·吉尔贝托参与演唱的《伊帕内玛姑娘》也成为波萨诺瓦的经典曲目。这张专辑被认为是史上最佳的爵士乐专辑之一，极大促进了波萨诺瓦在美国乃至世界的流行。
吉尔贝托是20世纪最有影响力的美洲爵士音乐家之一。巴西《滚石》杂志认为他是巴西最伟大的30位吉他艺术家之一，也是继若宾之后，巴西历史上第二伟大的艺术家。披头士狂热时期，吉尔贝托在美国和欧洲获得了格莱美奖等重要奖项。

## 音乐作品
录音室专辑
- 《Chega de Saudade（英语：Chega de Saudade (album)）》（1959年）
- 《O Amor, o Sorriso e a Flor（英语：O Amor, o Sorriso e a Flor）》（1960年）
- 《João Gilberto（葡萄牙語：João Gilberto (álbum de 1961)）》（1961年）
- 《Getz/Gilberto（英语：Getz/Gilberto）》（1964年）
- 《João Gilberto en México（英语：João Gilberto en México）》（1970年）
- 《João Gilberto（英语：João Gilberto (album)）》（1973年）
- 《The Best of Two Worlds》（1976年）
- 《Amoroso》（1977年）
- 《Brasil》（1981年）
- 《João》（1991年）
- 《João Voz e Violão》（2000年）

现场专辑
- 《Getz/Gilberto #2》（1966年）
- 《João Gilberto Prado Pereira de Oliveira》（1980年）
- 《Live at the 19th Montreux Jazz Festival》（1986年）
- 《Eu sei que vou te amar》（1994年）
- 《João Gilberto live at Umbria Jazz》（2002年）
- 《João Gilberto in Tokyo》（2004年）
- 《Um encontro no Au bon gourmet》（2015年）
- 《Getz/Gilberto'76》（2016年）
- 《Relicário: João Gilberto (Ao Vivo No Sesc Pompeia 1998)》（2023年）